# 5to piso
5to piso (también llamado Quinto piso) es el nombre del undécimo álbum de estudio grabado por el cantautor guatemalteco Ricardo Arjona, publicado el 18 de noviembre de 2008 por la compañía discográfica Warner Music Latina. El álbum se convirtió en su segundo número uno en el Billboard Top Latin Albums y siguió la línea de éxito de otros álbumes anteriores de Arjona como Galería Caribe (2000), Santo pecado (2002), Solo (2004), Adentro (2005), y Quién dijo ayer (2007).
Durante su primer mes logró ventas de más de 200 000 copias y actualmente supera el millón, siendo certificado platino y oro en países como México, Estados Unidos, España, Venezuela, Colombia, Argentina, Guatemala, y otros países de habla hispana.

## Información del álbum
El álbum comenzó a ser preparado por Ricardo Arjona a inicios de 2008, después del gran éxito obtenido por Quién dijo ayer (2007) y la presión que esto causó al cantante con respecto al público y a los fanáticos. Asimismo, el gran éxito que se vio reflejado en su sencillo «Quién» (los más exitosos de Arjona desde el año 2000 después de sus éxitos mundiales de El problema y Minutos), y el moderado éxito del segundo sencillo «Quiero», Arjona decidió avanzar en el primer sencillo del nuevo álbum. Después de terminar su contrato con Sony BMG Norte (con quien habría lanzado sus anteriores trece álbumes) y un nuevo contrato con Warner Music Latina el proceso se aplacó un poco y el lanzamiento del sencillo, programado para el verano, tuvo que ser atrasado hasta finales de año.
El lanzamiento oficial de 5to piso se programó para realizarse el 18 de noviembre de 2008, de forma simultánea en América Latina, Estados Unidos y España. El álbum contiene una selección de temas inéditos en los que, como es su costumbre, Arjona trata temas relacionados con el amor y el desamor. Desde el quinto piso se ve la esperanza y la nostalgia. Los atardeceres tristes, y las noches de neón…, Tal cual como es descrito por Ricardo Arjona. Una trinchera en el que se ha vuelto testigo de la vida desde la ventana del —5to piso— y desde donde nos contará las historias que forman esta nueva producción.

## Sencillos
- El primer sencillo del álbum se titula «Cómo duele», siendo lanzado el 29 de septiembre de 2008.
- El segundo sencillo, denominado «Sin ti… Sin mí» siendo lanzado el 5 de enero de 2009 no tuvo éxito a su lanzamiento debido al impacto que todavía poseía para aquella época el primer sencillo, pero logró avanzar en las listas después del lanzamiento de su video musical.
- El tercer sencillo es con la colaboración de Paquita la del Barrio denominada «Ni tú, ni yo».
- Mientras tanto, que en las radiodifusoras de pop se lanzara «Tocando fondo», el cuarto sencillo de 5.º piso, cuyo videoclip ya fue grabado. La canción estuvo entre los primeros 5 lugares de popularidad en listas de Hispanoamérica en octubre y noviembre de 2009.

## Lista de canciones
Todas las canciones escritas y compuestas por Ricardo Arjona. 
| N.º | Título                                              | Escritor(es)   | Duración |  |
| 1.  | «Quinto piso»                                       | Ricardo Arjona | 5:01     |  |
| 2.  | «Sin ti… sin mí»                                    | Ricardo Arjona | 4:20     |  |
| 3.  | «El del espejo»                                     | Ricardo Arjona | 4:16     |  |
| 4.  | «Cómo duele»                                        | Ricardo Arjona | 3:30     |  |
| 5.  | «Qué nadie vea»                                     | Ricardo Arjona | 5:45     |  |
| 6.  | «Tocando fondo»                                     | Ricardo Arjona | 4:29     |  |
| 7.  | «La bailarina vecina»                               | Ricardo Arjona | 3:47     |  |
| 8.  | «Vuelo»                                             | Ricardo Arjona | 3:42     |  |
| 9.  | «Nadie sabe a donde va»                             | Ricardo Arjona | 4:53     |  |
| 10. | «El demonio en casa»                                | Ricardo Arjona | 3:56     |  |
| 11. | «La vida está de luto»                              | Ricardo Arjona | 4:06     |  |
| 12. | «Suavecito»                                         | Ricardo Arjona | 4:06     |  |
| 13. | «Ni tú, ni yo» (con Paquita la del Barrio)          | Ricardo Arjona | 5:40     |  |
| 14. | «Niña buena»                                        | Ricardo Arjona | 5:20     |  |
| 15. | «Si Dios me pasa factura» (iTunes Bonus Track)      | Ricardo Arjona | 5:06     |  |
| 16. | «Por si regresas» (European/Australian Bonus Track) | Ricardo Arjona | 3:52     |  |

## Posicionamiento en listas
| Listas (2008)     | Mejor posición |
| ----------------- | -------------- |
| Argentina (CAPIF) | 1              |